# La Piedad, Cazones de Herrera
La Piedad är en ort i Mexiko.   Den ligger i kommunen Cazones de Herrera och delstaten Veracruz, i den sydöstra delen av landet, 230 km nordost om huvudstaden Mexico City. La Piedad ligger 42 meter över havet och antalet invånare är 862.
Terrängen runt La Piedad är platt. Runt La Piedad är det ganska tätbefolkat, med 78 invånare per kvadratkilometer. Närmaste större samhälle är Poza Rica de Hidalgo, 19,2 km sydväst om La Piedad. Trakten runt La Piedad består till största delen av jordbruksmark.